# Craneopsis curiosa
Craneopsis curiosa är en insektsart som beskrevs av Willemse, C. 1933. Craneopsis curiosa ingår i släktet Craneopsis och familjen gräshoppor. Inga underarter finns listade i Catalogue of Life.